# 4008 Корбін
4008 Корбін (4008 Corbin) — астероїд головного поясу, відкритий 22 січня 1977 року.
Тіссеранів параметр щодо Юпітера — 3,394.